# Atlas V
Pour les articles homonymes, voir Atlas V (bateau) et Atlas.

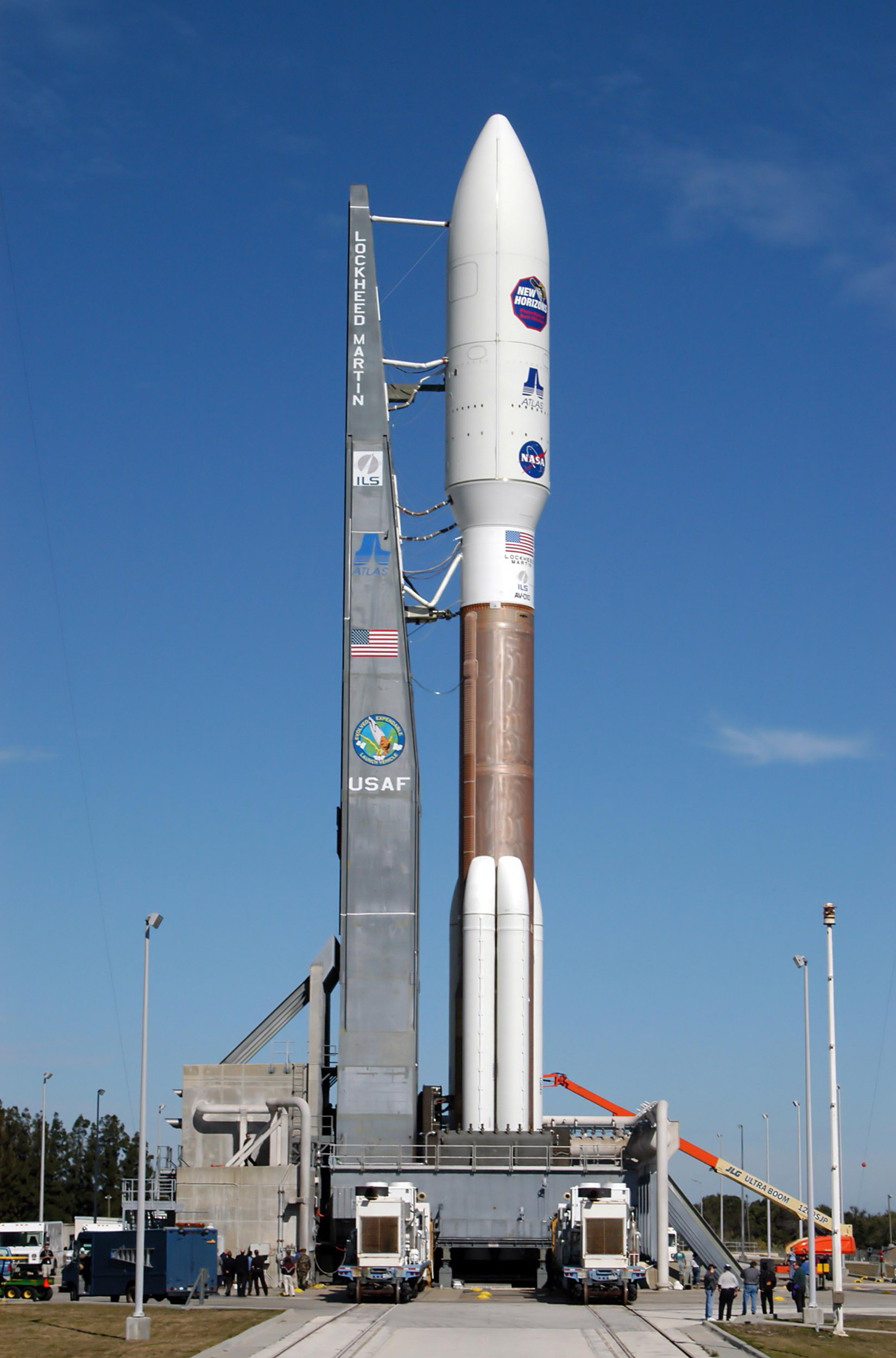
Version 551 de l'Atlas V (lancement de New Horizons).

Atlas V est un lanceur américain pour charge utile moyenne et lourde développé à la fin des années 1990 pour répondre aux besoins du programme Evolved Expendable Launch Vehicle (EELV) de l'Armée de l'air américaine (USAF). L'Atlas V est le dernier représentant de la famille de lanceurs Atlas dont la genèse remonte aux années 1950. Le lanceur combine un premier étage, propulsé par le moteur-fusée russe RD-180 brûlant un mélange de kérosène et d'oxygène liquide, un second étage reposant sur une version agrandie de l'étage Centaur et un nombre variable de propulseurs d'appoint. Selon les versions, il peut lancer de 9  à   20 tonnes en orbite basse et de 4  à   8 tonnes en orbite de transfert géostationnaire. Son premier lancement remonte au 2 août 2002. Développé initialement par Lockheed Martin, il est désormais construit par United Launch Alliance, la coentreprise de Lockheed Martin et Boeing qui commercialise également dans la même catégorie de puissance la Delta IV.
De 2002 à décembre 2021, 90 lancements ont eu lieu, dont un échec partiel. Une version lourde dite HLV, capable de placer 29 tonnes en orbite basse, a été étudiée mais n'a finalement pas été développée. Par contre le lanceur est retenu dans une version fiabilisée dans le cadre du programme CCDeV pour le lancement d'équipage à destination de la Station spatiale internationale : cette version effectue son premier vol le 20 décembre 2019. Le lanceur est confronté au cours des années 2010 à la concurrence du lanceur Falcon 9, moins coûteux et aux critiques du corps politique américain, qui dans un climat de tension avec la Russie, à cause notamment de la crise ukrainienne, remet en question la dépendance du constructeur vis-à-vis de son fournisseur russe. Dans ce contexte, ULA décide de remplacer l'Atlas V au cours de la décennie 2020 par le lanceur Vulcan.

## Historique

### Le programme EELV
En 1993, l'Armée de l'air américaine, qui est un des principaux utilisateurs des lanceurs américains avec la NASA, définit le cahier des charges d'une nouvelle fusée, l'Evolved Expendable Launch Vehicle (EELV), qui se veut modulaire et qui doit permettre d'abaisser les coûts de lancement. L'objectif est de revenir sur le marché des satellites commerciaux monopolisé à l'époque par le lanceur européen Ariane 4. Après plusieurs tentatives avortées, l'Armée de l'air américaine décide en 1993 de développer de nouveaux lanceurs qui doivent remplacer à la fois les lanceurs moyens et lourds — Delta, Atlas et Titan IV — utilisés par le DoD et les autres agences gouvernementales américaines (dont la NASA). L'objectif est de disposer d'un lanceur moins coûteux, couvrant bien les besoins et offrant des interfaces standardisées pour l'intégration des satellites. La solution doit s'appuyer sur des solutions techniques à la fois avancées et éprouvées. Le futur lanceur, désigné sous le sigle Evolved Expendable Launch Vehicle (EELV), doit permettre d'abaisser les coûts en partie grâce à la reconquête du marché des satellites commerciaux. Mais le cahier des charges rend cet objectif difficilement tenable car les performances attendues ne permettent de toucher que 42 % du marché commercial.
L'appel d'offres est lancé en 1995 et 4 sociétés y répondent : Alliant, Boeing, McDonnell Douglas constructeur des lanceurs Delta ainsi que Lockheed Martin constructeur des lanceurs Atlas et Titan. Une première sélection désigne, en 1996, comme finalistes Lockheed Martin et McDonnell Douglas. Les deux concurrents disposent de 18 mois pour le deuxième tour. Boeing, qui propose un lanceur utilisant le moteur principal de la navette spatiale et n'a pas été retenu, rachète McDonnell Douglas en 1997 et se retrouve donc finaliste. Boeing propose une version complètement refondue du lanceur Delta, la Delta IV. Lockheed Martin propose une nouvelle version de son lanceur Atlas : l'Atlas V. La technologie du réservoir-ballon utilisée sur la génération précédente qui limitait l'accroissement de la charge utile est abandonnée pour le premier étage : le diamètre de celui-ci peut ainsi être porté à 3,81 mètres et des propulseurs d'appoint peuvent lui être ajoutés ce qui n'était pas possible sur les versions précédentes du lanceur. Ce premier étage baptisé Common Core Booster (CCB) pèse désormais 305 tonnes soit 50 % de plus que celui du lanceur Atlas III. Il est propulsé par le moteur-fusée très performant russe RD-180 brûlant un mélange de kérosène et d'oxygène liquide. En 1997, l'Armée de l'Air décide de retenir les deux finalistes pour ne pas se retrouver face à un fournisseur unique. En 1998, la première tranche de lanceurs est attribuée : 19 lancements sont accordés à Boeing et 9 lancements à Lockheed Martin pour une somme totale de 2 milliards de dollars américains. Mais en 2003, une enquête révèle que Boeing a dérobé des documents confidentiels de son concurrent susceptibles d'avoir faussé la compétition et le nombre de lanceurs commandé à Boeing est réduit à 12 (entre autres mesures) le solde devant être construit par son concurrent.

### Développement d'une version pour mission avec équipage
Dès 2006, le constructeur de l'Atlas V étudie la conception d'une version permettant le lancement d'un vaisseau embarquant un équipage dans le cadre d'un accord passé avec Bigelow Aerospace. Cette société veut développer le tourisme spatial en emmenant des passagers payants pour de brefs séjours en orbite basse.
En 2010, la NASA, qui a décidé de sous-traiter complètement au secteur privé la relève des équipages de la Station spatiale internationale, lance dans ce but le programme Commercial Crew Program (CCP). Dans le cadre de la première phase plutôt prospective de ce programme, le constructeur de l'Atlas V, Lockheed Martin, est choisi pour étudier le système de détection des situations d'urgence. En 2011, Sierra Nevada Corporation qui fait partie des sociétés répondant au programme CCP, sélectionne l'Atlas V pour le lancement de sa mini-navette spatiale Dream Chaser. La même année un autre concurrent du programme CCP, Boeing, sélectionne également l'Atlas V pour le lancement de son vaisseau spatial CST-100. En 2014, le CST-100 fait partie des deux propositions retenues par la NASA pour la relève de ses équipages. Le Dream Chaser n'a pas été sélectionné mais son constructeur choisit de développer une version cargo qui sera lancée par l'Atlas V. La configuration de l'Atlas V utilisée pour le lancement des équipages, baptisée N22, présente peu de différences par rapport aux versions existantes hormis un dispositif de détection des anomalies connecté au vaisseau spatial qui doit permettre le déclenchement de l'éjection du vaisseau en cas de défaillance du lanceur.
Trois vols sont prévus pour certifier l'ensemble formé par le lanceur et le vaisseau spatial CST-100. Dans le cadre du premier vol, Boe-OFT, qui a lieu en décembre 2019, le vaisseau spatial qui n'emporte aucun équipage est victime de défaillances qui l'empêchent de s'amarrer à la Station spatiale internationale comme prévu. Le deuxième test toujours sans équipage, Boe-OFT 2, qui a lieu en mai 2022, se déroule par contre de manière nominale. La première mission avec équipage et dernier test permettant la certification, nommé Boe-CFT, est lancé après retart le 5 juin 2024.. Outre ce dernier vol, la NASA a passé commande de six lancements du CST-100 par l'Atlas V.

### Impact du conflit en Ukraine
Le refroidissement des relations avec la Russie à la suite de l'annexion de la Crimée par ce pays met en évidence la dépendance du constructeur vis-à-vis du constructeur russe qui lui fournit le moteur-fusée RD-180 propulsant le premier étage. Dans ce contexte, ULA décide de remplacer l'Atlas V au cours de la décennie 2020 par le lanceur Vulcan qui doit effectuer son premier vol en 2023. L'invasion de l'Ukraine par la Russie fin février 2022 qui s'accompagne d'une rupture des relations commerciales entre la Russie et les pays occidentaux ne constitue cependant pas une menace pour le lanceur, ULA  disposant depuis avril 2021 de la totalité des moteurs-fusées nécessaires pour les lancements restants avant son remplacement par la fusée Vulcan. Le constructeur affirme également qu'il dispose en interne de l'expertise et des pièces détachées nécessaires pour mener à bien ces lancements,.

### Évolutions du lanceur
Les propulseurs d'appoint AJ-60A furent remplacés par des GEM-63 de Northrop Grumman à partir des vols de décembre 2020 pour baisser les coûts de production et améliorer les performances.

### Vulcan successeur de l'Atlas V
Bien que le lanceur Atlas V soit techniquement une réussite, son avenir semble au début des années 2010 compromis : 
- L'apparition d'un concurrent SpaceX qui propose à des prix attractifs le lanceur moyen Falcon 9 et développe un lanceur lourd Falcon Heavy qu'il annonce vouloir commercialiser à un tarif qu'ULA ne peut égaler.
- Le lanceur Atlas V utilise pour son premier étage un moteur RD-180 très performant mais fourni par un constructeur russe. Le regain de tension entre les États-Unis et la Russie lié au conflit en Ukraine en 2014 s'est traduit par un embargo économique partiel. Dans ce contexte, le Congrès américain porte une appréciation négative sur le fait que le lancement de satellites jouant un rôle important dans la sécurité de la nation dépende d'un fournisseur russe.

ULA réagit à ces événements en lançant début 2015 le développement du nouveau lanceur Vulcan dont l'objectif est de rétablir sa compétitivité vis-à-vis de ses concurrents et de mettre fin à sa dépendance vis-à-vis de son fournisseur russe. Ce nouveau lanceur devrait remplacer à la fois l'Atlas V et le lanceur Delta IV. Le premier vol du lanceur Vulcan a lieu le 8 janvier 2024 et emporte la mission lunaire Peregrine Mission One.

### Fin de vie
En août 2021, le constructeur annonce qu'il ne commercialisera plus sa fusée Atlas V. Il reste à cette date 29 charges utiles à lancer. Les derniers moteurs-fusées RD-180 sont livrés par le constructeur russe en avril 2021. Le dernier lancement devrait intervenir au milieu de la décennie 2020. En janvier 2024, il restait 17 tirs à effectuer dont 8 lancements de satellites Kuipersat et 7 lancements du vaisseau spatial Starliner.
La dernière mission militaire, la 53e concernant la sécurité nationale des États-Unis et la 101e de ce lanceur, à lieu le 30 juin 2024.

## Caractéristiques techniques
Le lanceur Atlas V est un lanceur non réutilisable conçu pour emporter une charge utile moyenne à lourde. Il est commercialisé dans plusieurs versions qui se distinguent par le nombre de propulseurs d'appoint (de 0 à 5), le nombre de moteurs du second étage (1 à 2) et la taille de la coiffe. Le lanceur a une hauteur de 58,3 (version 401) à 62,2 mètres (version 551 avec coiffe longue) et sa masse est comprise entre 334,5 et 587 tonnes. Son diamètre à la base est de 3,81 mètres hors propulseurs d'appoint. Selon sa configuration, le lanceur peut placer de 9,8 à 20 tonnes en orbite terrestre basse (LEO - Low-Earth Orbit) et de 4,75 à 8,9 tonnes en orbite de transfert géostationnaire (GTO).

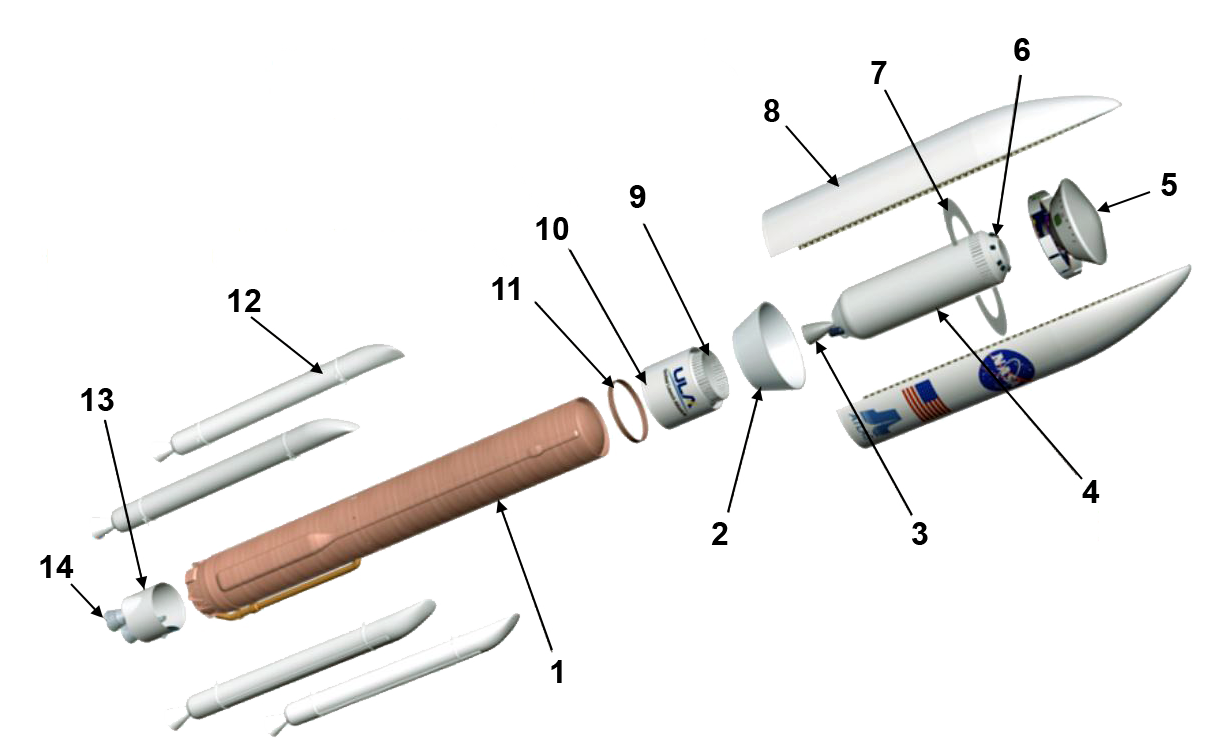
Schéma d'une fusée Atlas V 541 : 1 Premier étage - 2 Partie arrière de la coiffe - 3 Moteur RL-10 unique - 4 Deuxième étage Centaur - 5 Charge utile - 6 Adaptateur de la charge utile - 7 Plancher du compartiment de la charge utile - 8 Coiffe de 5.4 mètres de diamètre - 9 Adaptateur arrière étage Centaur - 10 Jupe de liaison inter-étages - 11 Adaptateur premier étage - 12 Propulseur d'appoint - 13 Jupe arrière/bouclier thermique - 14 Moteur RD-180.

### Premier étage

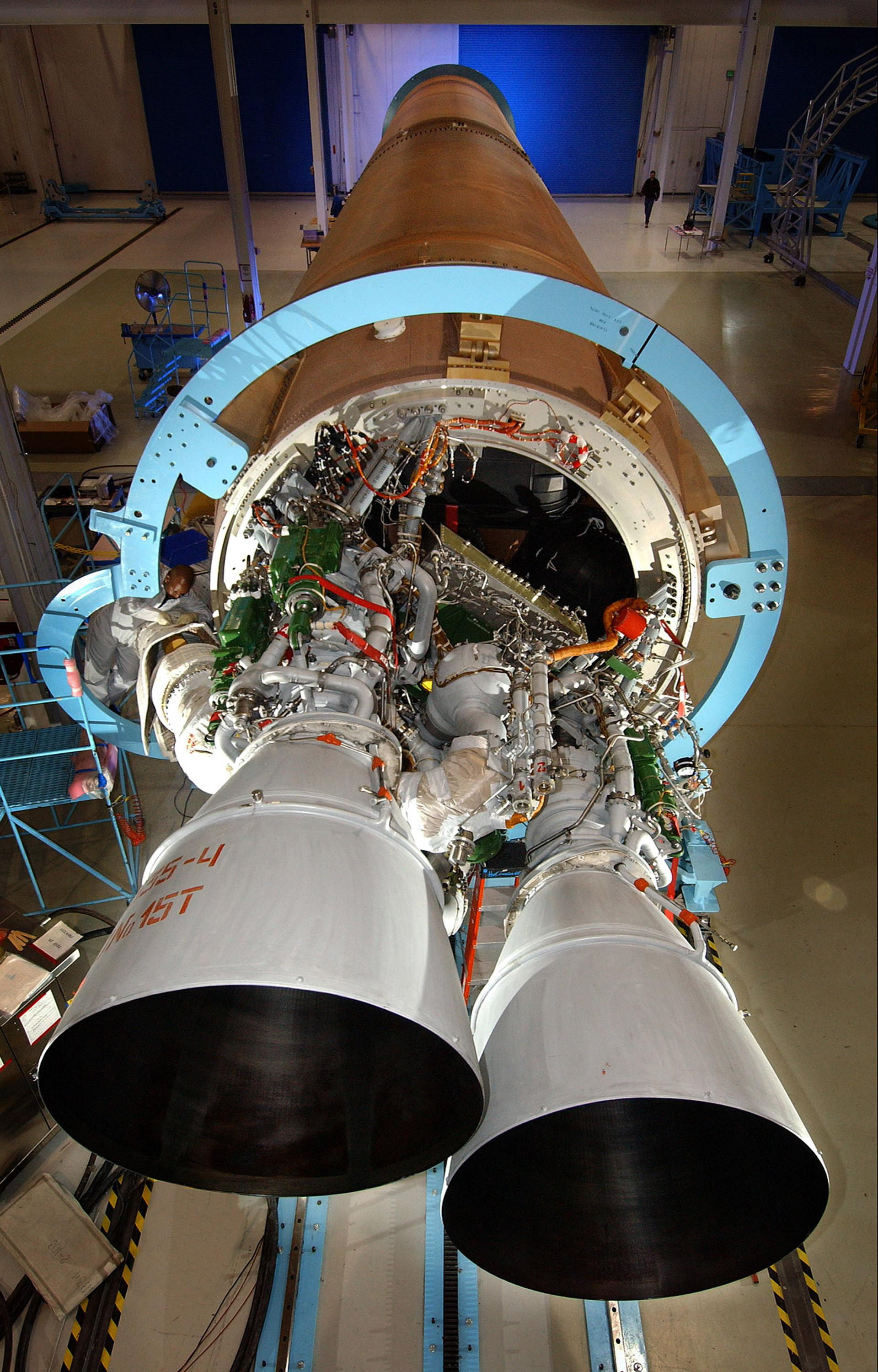
Le RD-180 vue du dessous fixé au premier étage du lanceur Atlas V.

Le premier étage CCB (Common Core Booster (en)), identique pour toutes les versions du lanceur, est haut de 34,26 mètres pour un diamètre de 3,81 mètres. Sa masse à vide est de 21,054 tonnes et il emporte 284,1 tonnes d'oxygène liquide et de RP-1. La structure de l'étage est réalisée en aluminium et comprend de la base au sommet le compartiment moteur, le réservoir de kérosène, une jupe inter-réservoirs (la cloison de séparation entre les deux réservoirs n'est pas commune), le réservoir d'oxygène et une jupe de liaison inter-étages qui englobe la tuyère du moteur du second étage. L'électronique de l'étage est répartie dans une gaine qui court à l'extérieur tout au long de l'étage. L'oxygène liquide est amené jusqu'au moteur par une conduite qui passe par l'extérieur. L'étage est propulsé par un unique moteur-fusée RD-180 du constructeur russe NPO Energomach.
Le RD-180 dérive du moteur RD-170 développé par la société soviétique NPO Energomach pour les propulseurs d'appoint du lanceur Energia. Le RD-180 brûle un mélange kérosène/LOX en utilisant un cycle à combustion étagée à haute pression permettant d'obtenir de hautes performances. Ce système d'alimentation repose sur une chambre de précombustion dans laquelle transite tout l'oxygène et 20% du kérosène. Les gaz produits sous haute pression entraînent la turbopompe qui injecte tous les ergols sous très haute pression (266,8 bars) dans les deux chambres de combustion. Un système de refroidissement convectif (dit régénératif) est utilisé pour maintenir la température du moteur à des valeurs acceptables : le kérosène est injecté dans des échangeurs de chaleur situés à trois niveaux du moteur (chambre de combustion, col de la tuyère et à mi-hauteur de la tuyère) avant d'être injecté dans la chambre de combustion. Le rapport d'expansion de la tuyère très élevé (36,8) est optimisé pour le fonctionnement avec une faible pression atmosphérique. La valeur choisie est le maximum autorisé sans générer au début du vol un décollement des flux de gaz qui pourrait endommager la tuyère. Le RD-180 a une poussée de 383 tonnes avec une impulsion spécifique de 311 secondes au sol (dans le vide respectivement 415 tonnes et 338 secondes). Haut de 3,28 mètres et large de 3,15 m (à cause des deux tuyères), il pèse à vide 5,48 tonnes soit un rapport poids poussée de 78,44. L'orientation de la poussée peut être modifiée jusqu'à 8° par rapport à l'axe vertical du lanceur avec deux degrés de liberté. Les changements d'orientation sont réalisés à l'aide de 4 vérins hydrauliques,.
Dans les deux réservoirs, les ergols sont maintenus sous pression par de l'hélium qui est stocké dans des réservoirs logés à l'intérieur du réservoir d'oxygène. L'hélium est réchauffé dans un échangeur de chaleur par les gaz en sortie de la turbine entraînant la turbopompe avant d'être injectés dans les réservoirs d'oxygène et de kérosène. La mise à feu du moteur repose sur un igniteur constitué par des ampoules de triéthylaluminium (TEA) qui présente la particularité de s'enflammer de manière spontanée en présence d'oxygène liquide. En cas de démarrage avorté du moteur, il est nécessaire de remplacer ces ampoules et les membranes qui les isolent des circuits dans lesquels circulent les ergols.

### Propulseurs d'appoint
Selon la version du lanceur, celui-ci peut comporter de 0 à 5 propulseurs d'appoint à propergol solide de type AJ-60A qui apportent chacun une poussée supplémentaire de 1668,4 kN (127 tonnes) durant les 94 premières secondes du vol. L'impulsion spécifique est de 279 secondes. La tuyère est inclinée de 3° vers l'extérieur. Chaque propulseur d'appoint est long de 17 mètres pour un diamètre de 1,58 mètre. Il a une masse à vide de 5,74 tonnes et une masse au lancement de 46,697 tonnes. Les AJ-60A sont fournis par la société Aerojet.
ULA a décidé en 2015 de remplacer les AJ-60A par des GEM-63 de Northrop Grumman deux fois moins coûteux et plus puissants. Il s'agit d'une des actions entreprises pour faire face à la concurrence de la Falcon 9 commercialisée à des prix beaucoup plus faibles que les lanceurs traditionnels. Le GEM-63 a été utilisé pour la première fois en vol pour le lancement de la mission militaire USA-310 en décembre 2020. Le nouveau propulseur d'appoint a une poussée de 2 000 kN. Il est long de 17 mètres (20 mètres avec sa tuyère) et son diamètre est de 1,6 mètre. Une évolution de ce propulseur d'appoint, le GEM-63XL, plus long de 1,5 mètre sera utilisée pour propulser le lanceur Vulcan futur remplaçant du lanceur Atlas V,.

### Deuxième étage

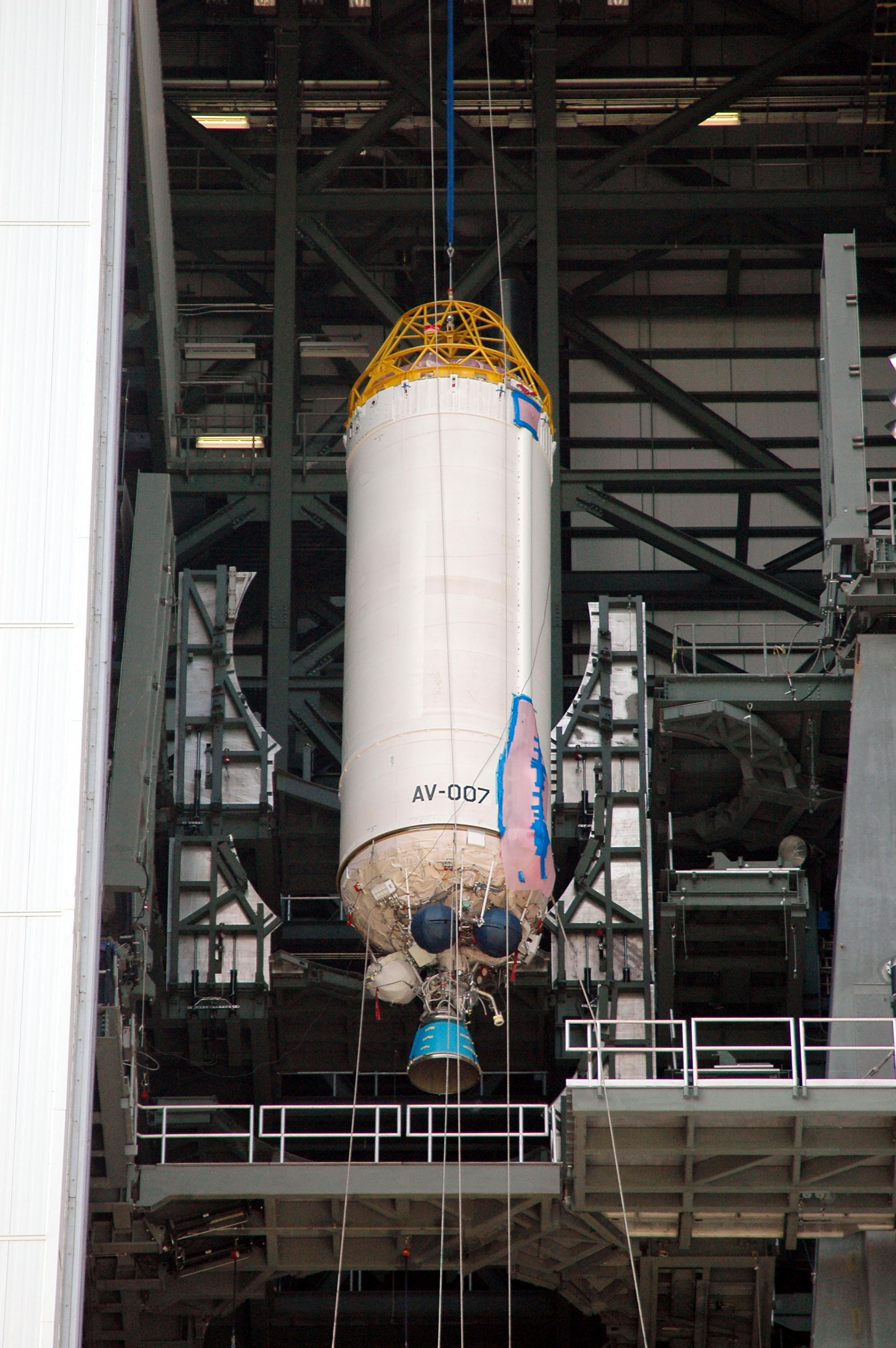
Un étage Centaur utilisé pour le lancement de Mars Reconnaissance Orbiter le 12 aout 2005.

Le deuxième étage de type Centaur est similaire à celui de l'Atlas III version des lanceurs Atlas qui a précédé le lanceur Atlas V. L'étage Centaur a été développé à la fin des années 1950 pour répondre aux besoins de l'agence spatiale américaine (NASA). Il fut le premier étage de lanceur à mettre en œuvre le couple d'ergols hydrogène liquide (LH2)/oxygène liquide (LOX), très performant mais également très difficile à maîtriser. L'étage Centaur reprenait la technique de construction du lanceur Atlas, avec une structure très allégée qui contribue à ses performances. L'étage utilisé sur le lanceur Atlas V a un diamètre de 3,05 m, une longueur d'environ 12,68 m et peut-être propulsé selon les versions du lanceur par un ou deux moteurs-fusées de type RL-10). La version à deux moteurs n'a jamais été vendue pour le lancement de satellites. Elle sera utilisée pour les missions avec équipages dont le premier vol doit avoir lieu fin 2018. La version à moteur unique a une masse à vide de 2 243 kg et peut emporter 20 830 kg d'hydrogène liquide et d'oxygène liquide. Il a une poussée dans le vide de 101,8 kN et une impulsion spécifique de 449,7 secondes. Le moteur haut de 2,18 m a un diamètre de 1,45 mètre. Sa masse de 190 kg lui confère un rapport poids/poussée de 57. Le rapport d'expansion de la tuyère de 130 est optimisé pour un fonctionnement dans le vide,.
Comme dans les versions précédentes de l'étage Centaur, les réservoirs d'hydrogène liquide et d'oxygène liquide sont structuraux, c'est-à-dire qu'ils jouent à la fois le rôle de coque externe et de réservoir : ils sont dépourvus de longerons et s'ils ne sont pas maintenus sous pression, ils s'effondrent sous leur propre poids. Ils sont recouverts d'une couche d'isolant de 1,6 cm d'épaisseur pour limiter les déperditions thermiques des ergols cryogéniques. Le RL-10 est monté sur cardan et son extrémité peut être écartée de 51 centimètres de l'axe du lanceur par un système électromécanique. Dans la version à deux moteurs ce mécanisme est remplacé par un système hydraulique. Le système d'orientation comprend également 4 moteurs-fusées ayant une poussée de 27 newtons et 8 ayant une poussée de 40,5 N brûlant de l'hydrazine. Ces moteurs-fusées interviennent en particulier lorsque le deuxième étage est en vol inertiel (non propulsé).

### Coiffe
La coiffe est disponible dans deux diamètres : 4,2 et 5,4 mètres. Elle englobe la charge utile mais également le second étage sauf la tuyère qui s'insère dans la jupe de liaison inter-étages. Elle est disponible dans plusieurs longueurs pour s'adapter au volume des engins placés sur orbite. Lorsque le diamètre est de 4,2 mètres les longueurs suivantes sont disponibles : 12, 12,9 et 13,8 mètres. Lorsque le diamètre est de 5,4 mètres les longueurs disponibles sont 20,7, 23,4 et 26,5 mètres. Sa masse est comprise selon les modèles entre 2,1 et 4,4 tonnes. Elle est constituée de deux demi-coques de forme cylindrique qui sont largués en altitude après séparation par l'intermédiaire d'un système pyrotechnique associé à des vérins pneumatiques. Elle est réalisée avec des panneaux en composites posés sur une structure en nid d'abeilles en aluminium. La coiffe est fabriquée par le constructeur suisse RUAG Space qui est également le fournisseur de la famille des lanceurs européens Ariane et Vega.

### Versions proposées

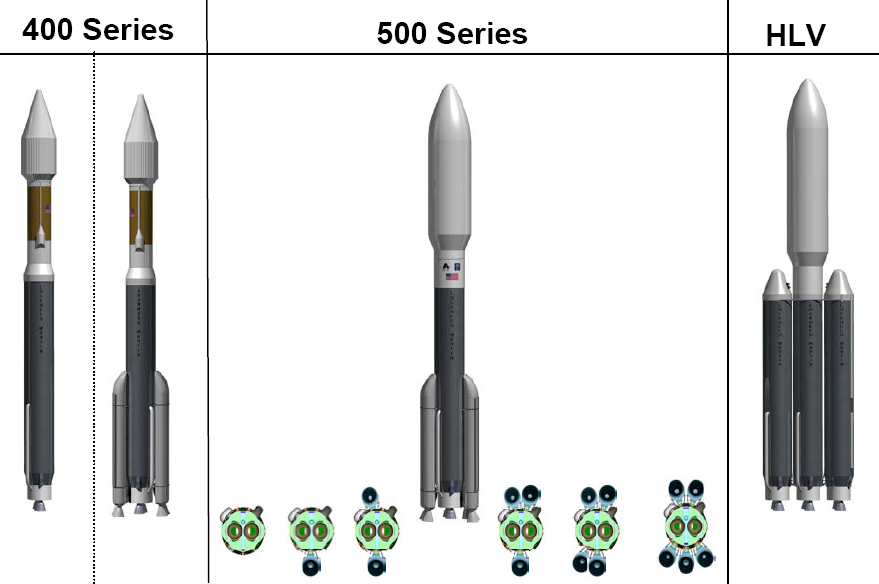
Le schéma des versions du lanceur Atlas V.

Chaque modèle est identifié par un numéro à trois chiffres :
- le premier chiffre, qui prend la valeur 4 ou 5, désigne le diamètre de la coiffe en m.
- le deuxième (de 0 à 5) le nombre de propulseurs d'appoint SRB.
- le troisième (1 ou 2) le nombre de moteurs de l'étage Centaur.

Deux variantes n'ont jamais volé : 
- toutes les versions sont proposées en option avec un étage Centaur à deux moteurs. Cette option n'a jamais été retenue, excepté la version N22 qui, pour des raisons de sûreté s'est vue doté  de ces deux moteurs.
- la version Heavy, capable de placer 25 tonnes en orbite basse, dont le premier étage comprend trois CCB accolés est, comme la Delta IV Heavy, proposée pour les satellites les plus lourds de la USAF américaine. Mais pour des raisons de coût la Delta IV Heavy a toujours été retenue.

La version du lanceur utilisée pour le lancement des équipages, baptisée N22, présente peu de différences par rapport aux versions existantes. Le premier étage qui est assisté par deux propulseurs d'appoint est standard. Le deuxième étage Centaur est dans une configuration bimoteurs déjà mise en œuvre sur les fusées Atlas mais qui n'avait jusque là jamais été utilisée sur une Atlas V. La principale spécificité de cette version est un dispositif de détection des anomalies connecté au vaisseau spatial qui doit permettre le déclenchement de l'éjection du vaisseau en cas de défaillance du lanceur. Enfin, le déroulement de la phase propulsée a été aménagée pour réduire l'accélération subie par les astronautes.
Remarque : la version N22 (figurant dans le tableau ci-dessous) n'est pas équipée d'une coiffe, la lettre « N » signifiant « None » (sans).
| Version     | Coiffe | Nombre CCB | Nombre SRB | Moteurs Centaur | LEO (200 km - 28,5°) | GTO (1804 m/s) | Nombre de lancements | Coût     |
| ----------- | ------ | ---------- | ---------- | --------------- | -------------------- | -------------- | -------------------- | -------- |
| 401         | 4 m    | 1          | -          | 1               | 9 797 kg             | 4 749 kg       | 42                   | 102,2 M€ |
| 411         | 4 m    | 1          | 1          | 1               | 12 150 kg            | 5 947 kg       | 4                    | 107,9 M€ |
| 421         | 4 m    | 1          | 2          | 1               | 14 067 kg            | 6 886 kg       | 8                    | 115,3 M€ |
| 431         | 4 m    | 1          | 3          | 1               | 15 718 kg            | 7 697 kg       | 4                    | 126,6 M€ |
| 501         | 5,4 m  | 1          | -          | 1               | 8 123 kg             | 3 774 kg       | 7                    | 112,5 M€ |
| 511         | 5,4 m  | 1          | 1          | 1               | 10 986 kg            | 5 248 kg       | 1                    | 121,9 M€ |
| 521         | 5,4 m  | 1          | 2          | 1               | 13 490 kg            | 6 473 kg       | 2                    | 126,6 M€ |
| 531         | 5,4 m  | 1          | 3          | 1               | 15 575 kg            | 7 471 kg       | 6                    | 131,3 M€ |
| 541         | 5,4 m  | 1          | 4          | 1               | 17 443 kg            | 8 287 kg       | 8                    | 136 M€   |
| 551         | 5,4 m  | 1          | 5          | 1               | 20 520 kg            | 8 899 kg       | 13                   | 143,5 M€ |
| N22         | -      | 1          | 2          | 2               | 13 000 kg            | -              | 3                    | -        |
| HLV (Heavy) | 5,4 m  | 3          | -          | 1               | 29 400 kg            | 12 300 kg      | 0                    | -        |

## Fabrication et commercialisation
|                 |       |         | Charge utile | Charge utile |
| Lanceur         | Masse | Hauteur | Orbite basse | Orbite GTO   |
| --------------- | ----- | ------- | ------------ | ------------ |
| Atlas V 551     | 587 t | 62 m    | 20,5 t       | 8,9 t        |
| Longue Marche 5 | 867 t | 57 m    | 23 t         | 13 t         |
| Ariane 5 ECA    | 777 t | 53 m    | 21 t         | 10,5 t       |
| Delta IV Heavy  | 733 t | 71 m    | 29 t         | 14,2 t       |
| Falcon 9 FT     | 549 t | 70 m    | 23 t         | 8,3 t        |
| Proton-M/Briz-M | 713 t | 58,2 m  | 22 t         | 6 t          |
| H-IIB           | 531 t | 56,6 m  | 19 t         | 8 t          |

Pour les vols commerciaux Lockheed Martin commercialise à la fois le lanceur russe Proton et l'Atlas V. Le lanceur Proton, moins coûteux est systématiquement sélectionné, sauf lorsque la masse du satellite nécessite le recours à l'Atlas V. Le lanceur Atlas V a été retiré du marché commercial et ne lance plus désormais que des satellites militaires américains pour lesquels les lanceurs américains disposent d'un monopole. Boeing qui commercialise le lanceur concurrent Delta IV faisant face aux mêmes difficultés de commercialisation a également retiré son lanceur du marché commercial. Les deux constructeurs se sont associés depuis 2006 au sein de la coentreprise United Launch Alliance pour mutualiser leurs moyens de production : la production de l'Atlas V a été transférée de Littleton chez Lockheed Martin à Decatur en Alabama. La société Aerojet développe et fabrique les boosters.

## Préparation et lancement

### Installations de lancement
Pour le lancement de l'Atlas V, ULA dispose de deux sites de lancement. Le premier est le complexe de lancement 41 de la base de lancement de Cape Canaveral qui a été reconstruit en reprenant les principes utilisés pour l'assemblage et le lancement des fusées européennes Ariane 5 : le lanceur est complètement préparé et testé dans un bâtiment d'assemblage avant d'être convoyé sur le site de lancement, ce qui permet de travailler sur deux lanceurs en parallèle. L'objectif était de pouvoir lancer 15 fusées par an. Le deuxième complexe de lancement est situé sur la base de Vandenberg. L'assemblage est réalisé de manière traditionnelle à l'aide d'une tour d'assemblage mobile qui s'écarte avant le décollage.

## Utilisation

### Donneurs d'ordre
Fin 2023, l'Atlas V totalisait 99 lancements et compte tenu des contrats engrangés, la fusée devrait totaliser un peu plus de 115 tirs au moment de son retrait. Le lanceur Atlas V est très peu présent sur le marché des lancements commerciaux : 14 lancements presque exclusivement constitués de satellites de télécommunications à destination de l'orbite géostationnaire. 85 % des charges utiles sont fournies par des institutionnels américains (agences spatiales civiles ou militaires) et relèvent donc d'un marché captif réservé aux lanceurs de ce pays. Les satellites militaires se taillent la part du lion avec des 57 tirs de satellites de différents types (satellites de reconnaissance, de télécommunications, d'alerte précoce, ...) à destination de différentes orbites. Enfin, l'agence spatiale civile américaine, la NASA, utilise ce lanceur de manière quasi systématique pour ses sondes spatiales à destination du système solaire (12 tirs) mais également pour des missions en lien avec son programme spatial habité (5 tirs) ainsi que 10 autres missions notamment de support (TDRS) ou d'observation de la Terre (Landsat, ...).
Contrairement à la fusée Ariane 5 optimisée pour desservir l'orbite géostationnaire, l'Atlas V dessert les différentes orbites : 44 lancements étaient à destination de l'orbite géostationnaire, mais également 21 de l'orbite basse, 17 de l'orbite moyenne ou haute et 12 de l'espace interplanétaire.
| Orbite :                 | Basse | Géostationnaire | Haute | Interplanétaire | Molniya | Moyenne | Total |
| ------------------------ | ----- | --------------- | ----- | --------------- | ------- | ------- | ----- |
| Satellites commerciaux   | 3     | 11              |       |                 |         |         | 14    |
| Satellites militaires    | 15    | 27              | 3     |                 | 5       | 7       | 57    |
| Missions de la NASA      | 3     | 6               | 2     | 12              |         |         | 23    |
| Programme spatial habité | 5     |                 |       |                 |         |         | 5     |
| Total                    | 26    | 44              | 5     | 12              | 5       | 7       | 99    |

### Utilisation des différentes versions
Fin 2023, la moitié des lancements (49) avaient été pris en charge par la version la moins puissante de l'Atlas V (401 et 501 sans propulseur d'appoint). Les versions les plus puissantes (541 et 551 avec respectivement 4 et 5 propulseurs d'appoint) ont été utilisés en tout 22 fois par les militaires (15 tirs) et la NASA (7 tirs).
| Nombre de lancements par année et version du lanceur entre 2002 et 2023                        |
| 1 2 3 4 5 6 7 8 9 10 2002 2006 2010 2014 2018 2022 401+501 411+511 421+521 431+531 541 551 N22 |

### L'Atlas V face à ses concurrents
| | 2006 | 2007 | 2008 | 2009 | 2010 | 2011 | 2012 | 2013 | 2014 | 2015 | 2016 | 2017 | 2018 | 2019 | 2020 | 2021 | 2022 | 2023 |
| --- | ---- | ---- | ---- | ---- | ---- | ---- | ---- | ---- | ---- | ---- | ---- | ---- | ---- | ---- | ---- | ---- | ---- | ---- |
| Atlas V | 2    | 4    | 2    | 5    | 4    | 5    | 6    | 8    | 9    | 9    | 8    | 6    | 5    | 2    | 5    | 4    | 7    | 2    |
| dont commerciaux¹ | 1    | 1    | 1    | 1    | 0    | 0    | 0    | 0    | 1    | 0    | 2    | 0    | 0    | 0    | 0    | 0    | 1    | 1    |
| Delta IV | 3    | 1    | 0    | 3    | 3    | 3    | 4    | 3    | 4    | 2    | 4    | 1    | 2    | 3    | 1    | 1    | 1    | 1    |
| dont commerciaux¹ | 0    | 0    | 0    | 0    | 0    | 0    | 0    | 0    | 0    | 0    | 0    | 0    | 0    | 0    | 0    | 0    | 0    | 0    |
| Ariane 5 | 5    | 5    | 6    | 7    | 6    | 5    | 7    | 4    | 6    | 6    | 7    | 6    | 6    | 4    | 3    | 3    | 3    | 2    |
| dont commerciaux¹ | 4    | 5    | 5    | 5    | 6    | 4    | 6    | 2    | 5    | 6    | 6    | 5    | 4    | 4    | 3    | 1    | 3    | 0    |
| Falcon² |      |      |      |      | 2    | 0    | 2    | 3    | 6    | 7    | 9    | 18   | 21   | 13   | 26   | 31   | 61   | 96   |
| dont commerciaux¹ |      |      |      |      | 0    | 0    | 0    | 2    | 3    | 4    | 6    | 12   | 14   | 7    | 3    | 3    | 17   | 19   |
| dont Starlink³ |      |      |      |      | 0    | 0    | 0    | 0    | 0    | 0    | 0    | 0    | 0    | 2    | 14   | 19   | 34   | 63   |
| Proton | 6    | 7    | 10   | 10   | 12   | 9    | 11   | 10   | 8    | 8    | 3    | 4    | 2    | 5    | 1    | 2    | 1    | 2    |
| dont commerciaux¹ | 5    | 4    | 8    | 8    | 8    | 6    | 10   | 7    | 6    | 7    | 2    | 3    | 0    | 2    | 1    | 1    | 1    | 0    |
| Zenit | 5    | 2    | 6    | 4    | 0    | 5    | 3    | 2    | 1    | 1    | 0    | 1    | 0    | 0    | 0    | 0    | 0    | 0    |
| dont commerciaux¹ | 5    | 1    | 6    | 4    | 0    | 2    | 3    | 2    | 1    | 1    | 0    | 1    | 0    | 0    | 0    | 0    | 0    | 0    |
| H-II | 4    | 2    | 1    | 3    | 2    | 3    | 2    | 2    | 4    | 4    | 3    | 6    | 4    | 1    | 4    | 2    | 0    | 2    |
| dont commerciaux¹ | 0    | 0    | 0    | 0    | 0    | 0    | 0    | 0    | 0    | 1    | 0    | 0    | 0    | 1    | 1    | 0    | 0    | 0    |
| ¹Les satellites commerciaux par opposition aux satellites institutionnels (satellites militaires ou d'agences nationales comme la NASA) Remarque : Les satellites institutionnels placés en orbite par un lanceur non national sont décomptés comme des lancements commerciaux ²Falcon 9 et Falcon Heavy ³Compte tenu du nombre de lancement élevé et du fait que le constructeur du satellite est également celui du lanceur, les satellites Starlink sont décomptés séparément. |      |      |      |      |      |      |      |      |      |      |      |      |      |      |      |      |      |      |

### Historique des lancements
Le premier lancement d'un Atlas V a eu lieu le 2 août 2002. En décembre 2021, 90 exemplaires de la fusée avaient volé.